# Día Internacional de las Personas de Edad
El Día Internacional de las Personas de Edad es una celebración anual que se lleva a cabo el 1 de octubre desde 1991,  proclamada por la Asamblea General de las Naciones Unidas en 1990.

## Proclamación
El Día Internacional de las Personas de Edad fue proclamado por la Asamblea General de las Naciones Unidas el 14 de diciembre de 1990. La proclamación de este día surgió como parte de los esfuerzos internacionales para sensibilizar sobre los problemas y retos que enfrentan las personas mayores, promoviendo además los derechos humanos y el bienestar de esta población. Con esta designación, la ONU busca asegurar la plena realización de las libertades fundamentales de las personas mayores, destacando la importancia de su inclusión y participación activa en la sociedad.
El 16 de diciembre de 1991, la Asamblea General, adoptó los Principios de las Naciones Unidas para las personas mayores, un conjunto de directrices destinadas a mejorar la calidad de vida de los mayores en todo el mundo.  Se eligio 1999 como el Año internacional para las personas de edady en 2002, la segunda Asamblea Mundial sobre el Envejecimiento adoptó el Plan de Acción Internacional de Madrid sobre el Envejecimiento. Este plan fue diseñado, según los organizadores, para responder a las oportunidades y desafíos del envejecimiento de la población en el siglo XXI y promover el desarrollo de una sociedad para todas las edades.

## Celebración
Este día se celebra el 1 de octubre de cada año. La fecha fue elegida para coincidir con el inicio del mes en el que tradicionalmente se dedica a reflexionar sobre el envejecimiento y sus implicaciones, como la relevancia de la promoción de biotecnologías innovadoras basadas en evidencia para prevenir los procesos degenerativos del envejecimiento, extendiendo así la vida activa y saludable. La primera celebración oficial tuvo lugar en 1991. Cada año, las actividades y eventos organizados en torno a esta fecha varían, pero generalmente incluyen conferencias, debates, programas educativos y campañas de concienciación sobre los derechos de las personas mayores.

## Temas
- 1996: Challenges to older peoples,[10]  ('Desafíos para las personas mayores')
- 1997-2001: Towards a society for all ages,[11][4][12][13] ('Hacia una sociedad para todas las edades')
- 2002: Meeting the Challenges of Ageing: Where do we go from here?[14] ('Enfrentando los desafíos del envejecimiento: ¿Hacia dónde vamos desde aquí?')
- 2003: Mainstreaming Ageing Forging Links Between the Madrid Plan of Action on Ageing and the Millennium Development Goals,[15] ('Incorporar el envejecimiento estableciendo vínculos entre el Plan de Acción de Madrid sobre el Envejecimiento y los Objetivos de Desarrollo del Milenio')
- 2004: Older Persons in an Intergenerational Society,[16] ('Personas mayores en una sociedad intergeneracional')
- 2005: Ageing in the New Millennium: Focus on Poverty, Older Women and Development,[17] ('Envejecimiento en el nuevo milenio: Enfoque en la pobreza, las mujeres mayores y el desarrollo')
- 2006: Improving the Quality of Life for Older Persons: Advancing UN Global Strategies,[18] ('Mejorando la calidad de vida de las personas mayores: Avanzando en las estrategias globales de la ONU')
- 2007: Challenges and opportunities of ageing,[19] ('Desafíos y oportunidades del envejecimiento')
- 2008: Los derechos de las personas de edad[20]
- 2009: Celebración del 10.º aniversario del Año Internacional de las Personas de Edad: Hacia una sociedad para todas las edades[21][22]
- 2010: Older Persons and the achievement of the Millenium Development Goals,[23] ('Personas mayores y el logro de los Objetivos de Desarrollo del Milenio')
- 2011: Launch of Madrid+10: The growing opportunities and challenges of global ageing,[24]  ('Lanzamiento de Madrid+10: Las crecientes oportunidades y desafíos del envejecimiento global')
- 2012: Longevity: Shaping the Future,[25]  ('Longevidad: Moldeando el futuro')
- 2013: The Future We Want – What Older Persons Are Saying,[26]  ('El futuro que queremos: Lo que dicen las personas mayores')
- 2014: Leaving No One Behind: Promoting a Society for All,[27]  ('No dejar a nadie atrás: Promoviendo una sociedad para todos')
- 2015: Sustainability and Age Inclusiveness in the Urban Environment,[28]  ('Sostenibilidad e inclusión de la edad en el entorno urbano')
- 2016: Take a Stand Against Ageism,[29]  ('Tomar una posición contra el edadismo')
- 2017: Stepping into the Future: Tapping the Talents, Contributions and Participation of Older Persons in Society,[30]  ('Entrando en el futuro: Aprovechando los talentos, contribuciones y participación de las personas mayores en la sociedad')
- 2018: Celebrating Older Human Rights Champions,[31]  ('Celebrando a los campeones mayores de los derechos humanos')
- 2019: The Journey to Age Equality,[32]  ('El camino hacia la igualdad de edad')
- 2020: Pandemics: Do They Change How We Address Age and Ageing?,[33]  ('Pandemias: ¿Cambian la forma en que abordamos la edad y el envejecimiento?')
- 2021: Digital equity for all ages,[34]  ('Equidad digital para todas las edades')
- 2022: The Resilience and Contributions of Older Women,[35]  ('La resiliencia y las contribuciones de las mujeres mayores')
- 2023: Cumplir las promesas de la Declaración Universal de los Derechos Humanos para las personas mayores: entre todas las generaciones[36]